# Michaela Drummond
Michaela Drummond (Te Awamutu, 5 aprile 1998) è una pistard e ciclista su strada neozelandese che corre per il team Arkéa-B&B Hotels Women. Specialista della pista, ha vinto due medaglie di bronzo mondiali nell'inseguimento a squadre.

## Palmarès

### Pista
- 2014 (Juniores)

Campionati oceaniani, Scratch Junior
Campionati oceaniani, Omnium Junior
- 2015 (Juniores)

Campionati neozelandesi, Omnium Junior
Campionati del mondo, Inseguimento a squadre Junior (con Bryony Botha, Madeleine Park e Holly White)
- 2016

Campionati oceaniani, Scratch
- 2017

Campionati neozelandesi, Americana (con Racquel Sheath)
Campionati neozelandesi, Omnium
4ª prova Coppa del mondo 2017-2018, Americana (Santiago del Cile, con Racquel Sheath)
Campionati oceaniani, Scratch
Campionati oceaniani, Inseguimento a squadre (con Bryony Botha, Rushlee Buchanan, Racquel Sheath e Kirstie James)
- 2019

Campionati neozelandesi, Omnium
5ª prova Coppa del mondo 2018-2019, Inseguimento a squadre (Cambridge, con Racquel Sheath, Bryony Botha, Rushlee Buchanan e Kirstie James)
Fastest Woman on Wheels, Omnium
Fastest Woman on Wheels, Americana (con Nicole Shields)
3ª prova Coppa del mondo 2019-2020, Inseguimento a squadre (Hong Kong, con Emily Shearman, Nicole Shields, Ally Wollaston e Jessie Hodges)
- 2021

Memorial Miquel Poblet, Americana (con Silvia Zanardi)
- 2022

Campionati neozelandesi, Americana (con Bryony Botha)
- 2023

1ª prova Coppa delle nazioni 2022-2023, Inseguimento a squadre (Giacarta, con Emily Shearman, Bryony Botha e Ally Wollaston)
Fiorenzuola, Scratch
Fiorenzuola, Americana (con Bryony Botha)
- 2024

1ª prova Coppa delle nazioni 2023-2024, Inseguimento a squadre (Adelaide, con Emily Shearman, Bryony Botha e Samantha Donnelly)
Campionati oceaniani, Americana (con Bryony Botha)
Campionati oceaniani, Inseguimento a squadre (con Emily Shearman, Bryony Botha e Ally Wollaston)

### Strada
- 2023 (Farto-BTC Women's Cycling Team, una vittoria)

2ª tappa Tour Cycliste Féminin International de l'Ardèche (Nîmes > Nîmes)
- 2024 (Arkéa-B&B Hotels Women, due vittorie)

Région Pays de la Loire Tour-Féminin
1ª tappa Volta a Portugal Feminina (Vila Nova de Gaia > Âgueda)
3ª tappa Volta a Portugal Feminina (Anadia > Pombal)

#### Altri successi
- 2024 (Arkéa-B&B Hotels Women)

Campionati neozelandesi, Criterium
Classifica a punti Volta a Portugal Feminina

## Piazzamenti

### Grandi Giri
- Giro d'Italia

2021: ritirata (10ª tappa)

### Competizioni mondiali
- Campionati del mondo su pista

Astana 2015 - Inseguimento a squadre Junior: vincitrice
Astana 2015 - Scratch Junior: 6ª
Aigle 2016 - Inseguimento a squadre Junior: 2ª
Aigle 2016 - Omnium Junior: 2ª
Hong Kong 2017 - Inseguimento a squadre: 3ª
Hong Kong 2017 - Omnium: 8ª
Hong Kong 2017 - Americana: 4ª
Apeldoorn 2018 - Inseguimento a squadre: 6ª
Apeldoorn 2018 - Americana: 13ª
Pruszków 2019 - Inseguimento a squadre: 3ª
Roubaix 2021 - Americana: 9ª
St. Quentin-en-Yv. 2022 - Scratch: 5ª
St. Quentin-en-Yv. 2022 - Omnium: 7ª
St. Quentin-en-Yv. 2022 - Americana: 8ª
Glasgow 2023 - Inseguimento a squadre: 2ª
Glasgow 2023 - Scratch: 3ª
Glasgow 2023 - Corsa a punti: 11ª
- Campionati del mondo su strada

Fiandre 2021 - In linea Elite: 64ª
Glasgow 2023 - In linea Elite: ritirata